# Dominiq Jenvrey

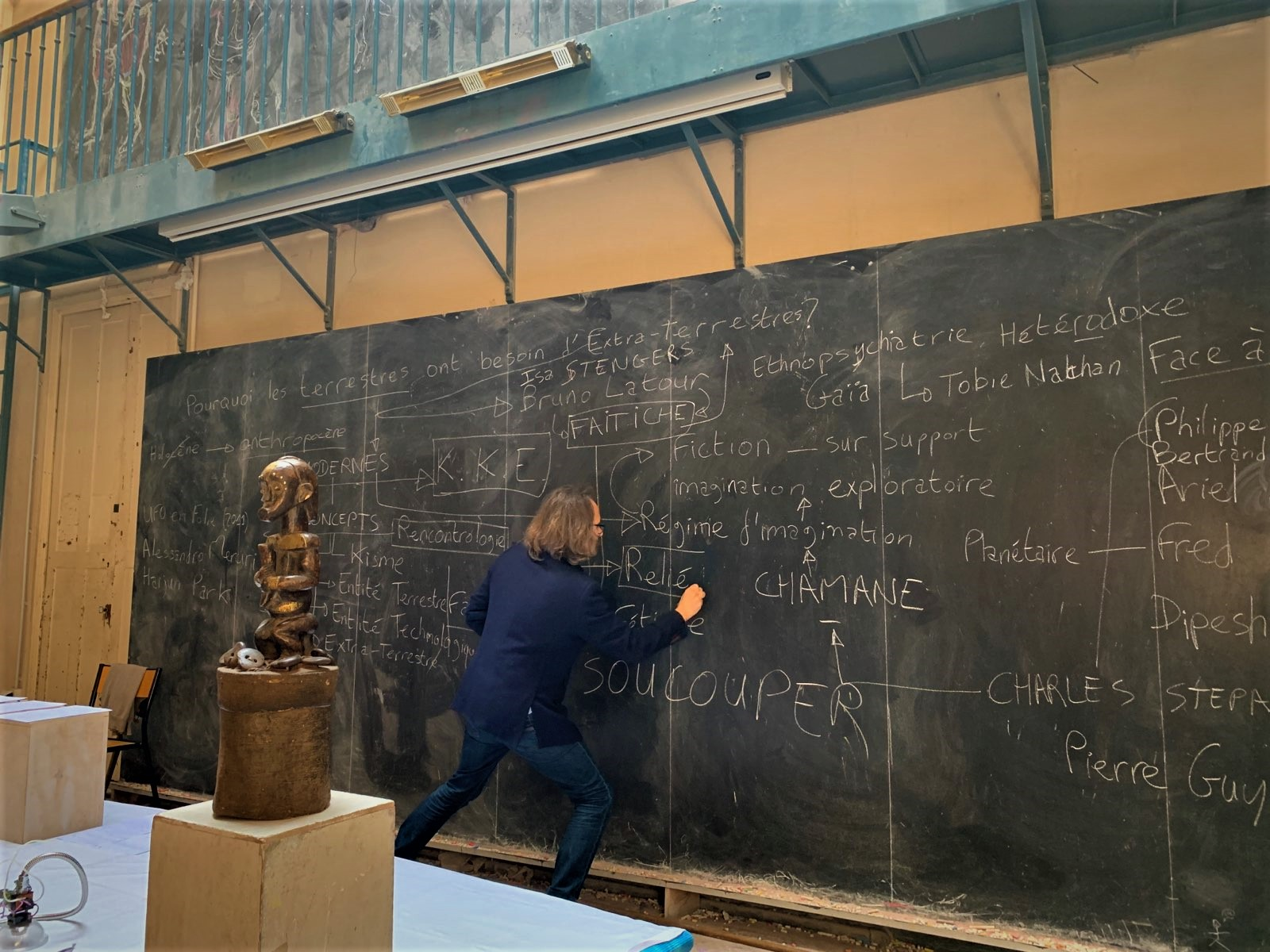

Dominiq Jenvrey, né en 1975, est un théoricien français.

## Liminaire
Dominiq Jenvrey cherche à traiter la question, "Comment faire de l'action inédite ?", par la méthode de la fiction théorique. Il développe une théorie de la fiction par les concepts de fictionnaire et d'effiction, et une théorie de l'action, par le concept de rencontrologie.
Pour Yves Citton, « c'est bien au déblocage de ce qui nous enferre dans le saccage de l'anthropocène que travaille Dominiq Jenvrey. Au point qu'il ne serait guère exagéré de soutenir que l'avenir de nos humanités se jouera dans notre (in)capacité à saisir la rencontrologie. ».
Depuis 2004, Dominiq Jenvrey produit et anime L’émission du fictionnaire, diffusée tous les mois sur les ondes de Radio Campus Orléans. Par cette émission sont interrogés des créateurs de fictions et des disciplines du savoir, de Pierre Guyotat à Bruno Latour, réunissant plus de 280 interviews, mêlant sciences-humaines actuelles et littérature contemporaine.
Il est proche de la pensée de Bruno Latour.

## Publications
- L’Expérience totale, è®e, 2006.
- L’Exp. Tot., fiction théorique, è®e, 2006.  (ISBN 978-2915453324)
- L’E.T., fiction concrète, Seuil, 2008.  (ISBN 978-2020967778)
- Théorie du fictionnaire, Questions théoriques, 2011.  (ISBN 978-2917131114)
- Le cas Betty Hill, une introduction à la psychologie prédictive, Questions théoriques, 2015.  (ISBN 978-2917131404)
- L'Effiction, essai de rencontrologie, Université Grenoble Alpes Editions, 2022.  (ISBN 978-2917131404)88)

### Conférences
- "Pourquoi les terrestres ont besoin d'Extra-Terrestres ?" Ecole des Beaux-Arts de Paris, avril 2023.
- "Pourquoi les chamanes ne rencontrent-ils pas d'E.T. ? Introduction à la Rencontrologie." Université Paris 8, ArTec, novembre 2020.
- "La psychologie prédifictionnelle", Laboratoires d'Aubervilliers, novembre 2013.
- "Face aux problèmes psychologiques que rencontre la personne confrontée au réel, le fictionnaire invente la Psychologie Prédifictionnelle", Congrès de l'ICLA (International Comparative Literature Association), Sorbonne, Paris, juillet 2013.
- "Le médium Extra-Terrestre", Fondation Ricard, décembre 2012.

### Articles
- Dominiq Jenvrey, "Six continuations latouriennes", D-Fiction, 2022.
- Dominiq Jenvrey et Ariel Kyrou, "Les Terrestres ont besoin d'Extraterrestres", Multitudes no 85, dossier "Planétarités", 2021.
- Dominiq Jenvrey, "Une pensée du non-état, la langue non-compromise de Progénitures ne permet pas la révolte", Lignes no 64, "Tombeau pour Pierre Guyotat", 2021.

### Vidéo
- DVD, L’EXP. TOT. Plan d’attaq, Éditions Incidences, 2007.  (ISBN 2-916-382046) Captation vidéo de la conférence à l’ENSCI (École nationale supérieure de création industrielle) du 17 octobre 2006.
- "Un plan d'attaque", D-Fiction, vidéo par Isabelle Rozenbaum, 2009
- Entretien avec Pierre Guyotat, "Joyeux animaux de la misère" documentaire vidéo d'Alessandro Mercuri et Haijun Park (27 min), 2015, diffusé sur ParisLike
- Entretien avec Bruno Latour, "UFO en folies" documentaire vidéo d'Alessandro Mercuri et Haijun Park (18 min), 2011, diffusé sur ParisLike
- Entretien avec Serge Lehman, "Radium unlimited" documentaire vidéo d'Alessandro Mercuri et Haijun Park (25 min), 2013, diffusé sur ParisLike

### Radio
- L'Émission du fictionnaire, 260 interviews, depuis 2004, Radio Campus Orléans.
- Du jour au lendemain, interviewé par Alain Veinstein, le 14 septembre 2011, France Culture.